# 石英钟

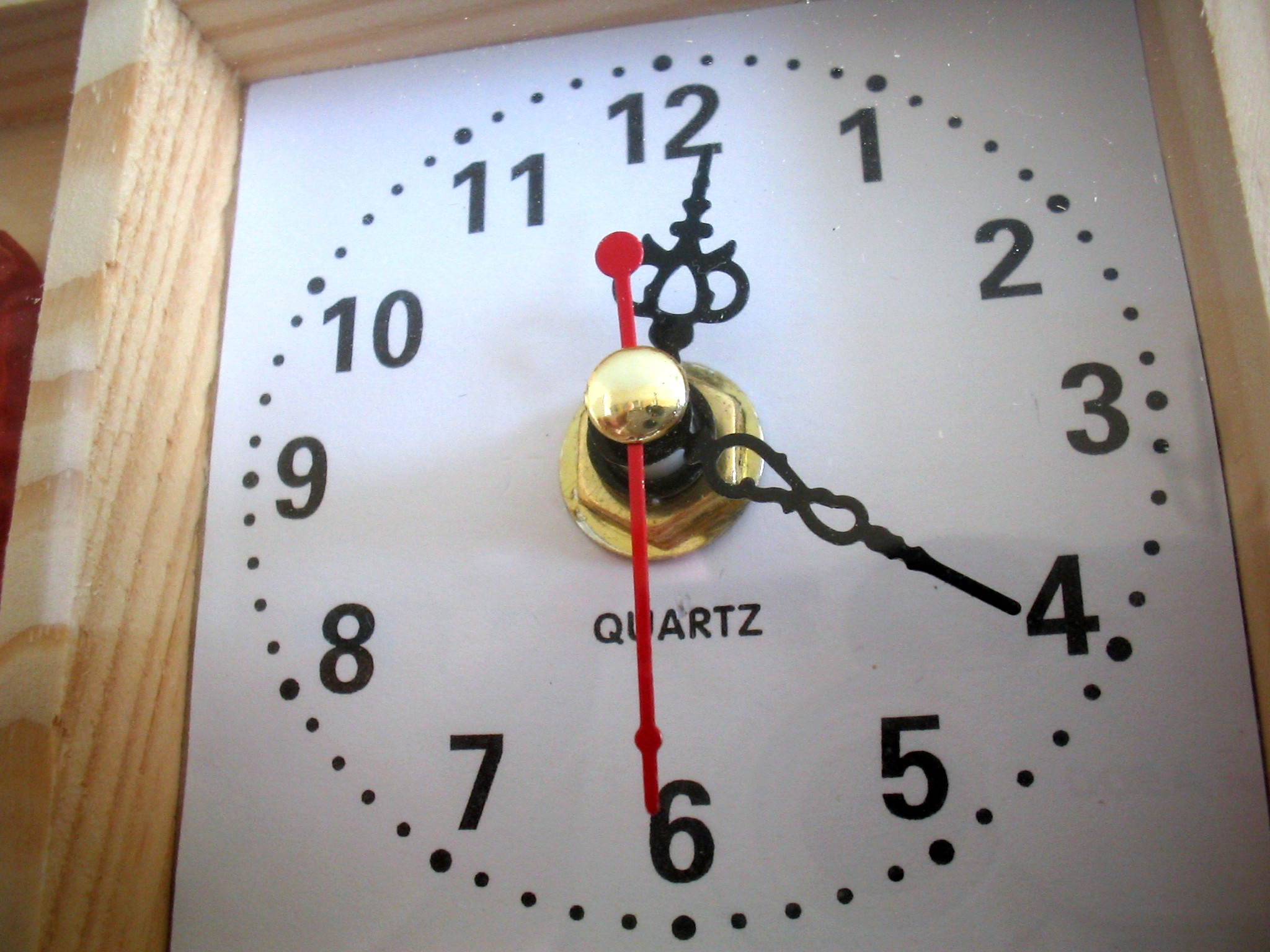
石英钟

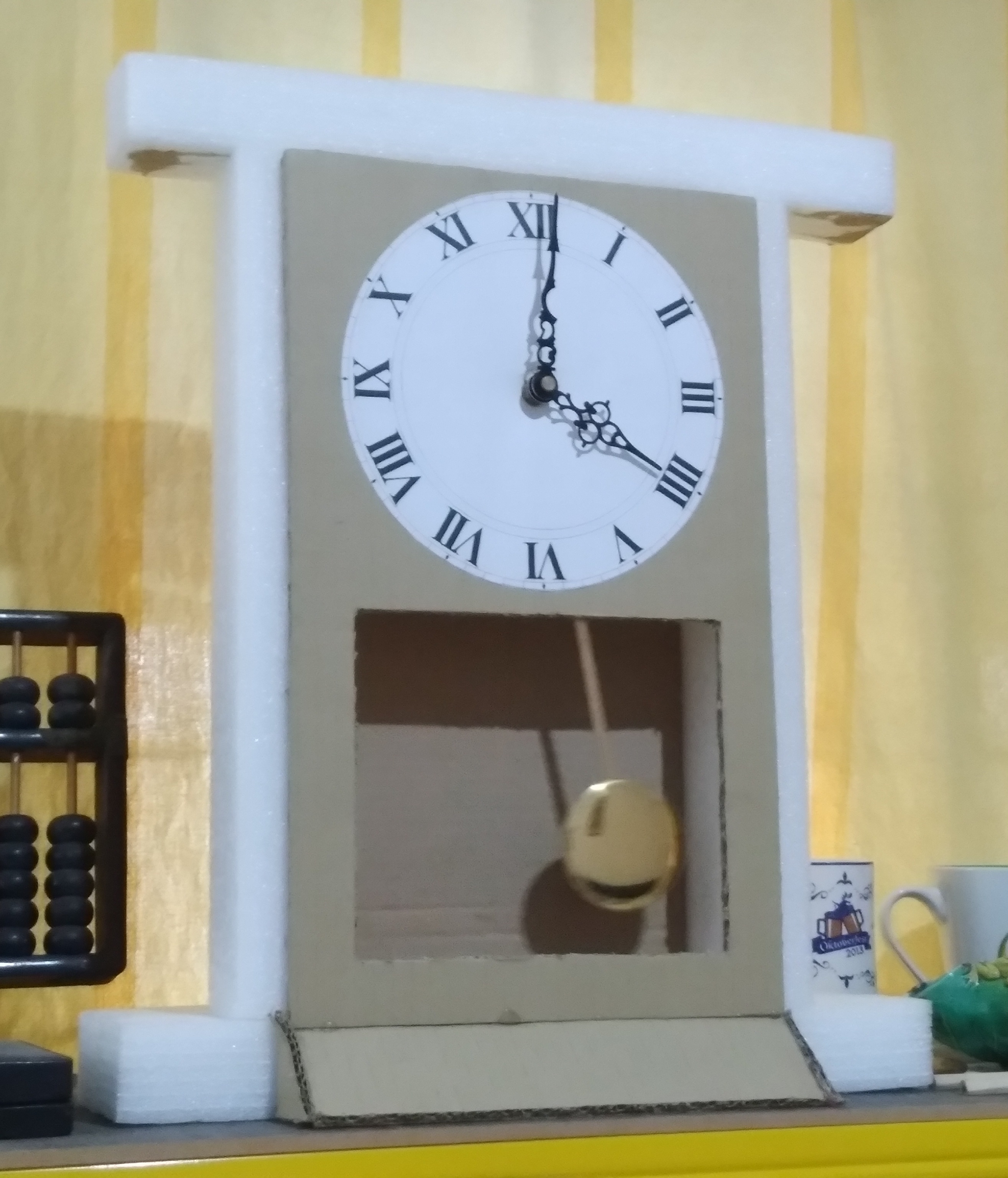
手工制作的纸板石英复古报时座钟

石英钟是一种基于放置在电子振荡器中石英晶体电压特性的精确时钟。

## 历史
石英鐘最早於1927年發明，而世界上第一款石英手表原型于1967年问世，并参与了1967年的瑞士纳沙泰尔天文台（Neuchâtel Observatory）年度竞赛：包括瑞士中心电子制表中心（Centre Electronique Horloger）发明的Beta 1原型，以及日本精工发明的阿斯特隆（Astron）原型（精工从1958年开始从事石英钟）。 1969年12月，日本精工率先推出世界上第一款石英表——阿斯特隆（Astron），标志着石英革命（quartz revolution）的开始。

## 精确度
石英晶体具有正反压电效应，若在晶体某一方向加上电场，则在它垂直方向上引起机械振动，而此机械振动反过来又在原加电场方向上附加一电场，这又引起机械振动，如此产生一种循环。
晶体的固有振动频率决定着振荡器的振动频率，振动器精准而稳定的按照固有频率振动，该频率仅由晶体的固有频率决定。振荡器的输出整形成方波列，并利用电子的方法进行分频。在实现了适当的低频后，脉冲电流被加到有传动机结构与表针同步的电动机上，或者用脉冲电流来触发数字显示器。
石英晶体有很高的Q值，加上它本身固有振动频率很稳定，所以石英钟有很高的精准度；目前石英钟的频率稳定度好于10-10。